# Giro d'Itàlia de 1947
El Giro d'Itàlia de 1947 fou la trentena edició del Giro d'Itàlia i es disputà entre el 24 de maig i el 15 de juny de 1947, amb un recorregut de 3.843 km distribuïts en 19 etapes, una d'elles amb dos sectors. 84 ciclistes hi van prendre part, acabant-la 50 d'ells. La sortida i arribada es feu a Milà.

## Història
En aquesta edició es va produir un mà a mà entre els dos exponents màxims del ciclisme italià del moment: Gino Bartali i Fausto Coppi. Aquesta vegada la cursa es decantà de la mà de Coppi, que d'aquesta manera aconseguia la seva segona victòria a la general.

## Equips
En aquesta edició hi van prendre part 12 equips, tots ells italians, integrats per set ciclistes cadascun. Sols tres ciclistes belgues i un d'italià trencaren l'omnipresència italiana.
| Núm   | Codi | Equip   |
| ----- | ---- | ------- |
| 1-7   | LEG  | Legnano |
| 8-14  | BIA  | Bianchi |
| 15-21 | BEN  | Benotto |
| 22-28 | OLM  | Olmo    |
| 29-35 | WEL  | Welter  |
| 36-42 | LYG  | Lygie   |

| Núm   | Codi | Equip        |
| ----- | ---- | ------------ |
| 43-49 | WIL  | Wilier       |
| 50-56 | VIS  | Viscontea    |
| 57-63 | ARB  | Arbos        |
| 64-70 | COZ  | Cozzi Silger |
| 71-77 | MON  | Monterosa    |
| 78-84 | WAL  | Wally        |

## Etapes
| Etapa  | Data       | Inici - final                     | Km  | Vencedor de l'etapa      | Líder de la general |
| ------ | ---------- | --------------------------------- | --- | ------------------------ | ------------------- |
| 1a     | 24 de maig | Milà – Torí                       | 190 | Renzo Zanazzi (ITA)      | Renzo Zanazzi (ITA) |
| 2a     | 25 de maig | Torí - Gènova                     | 206 | Gino Bartali (ITA)       | Renzo Zanazzi (ITA) |
| 3a     | 26 de maig | Gènova - Reggio Emilia            | 220 | Luciano Maggini (ITA)    | Renzo Zanazzi (ITA) |
| 4a     | 27 de maig | Reggio Emilia - Prato             | 190 | Fausto Coppi (ITA)       | Gino Bartali (ITA)  |
| 5a (a) | 28 de maig | Prato - Banys de Casciana         | 84  | Luciano Maggini (ITA)    | Gino Bartali (ITA)  |
| 5a (b) | 28 de maig | Banys de Casciana - Florència     | 141 | Renzo Zanazzi (ITA)      | Gino Bartali (ITA)  |
| 6a     | 30 de maig | Florència - Perusa                | 161 | Giordano Cottur (ITA)    | Gino Bartali (ITA)  |
| 7a     | 31 de maig | Perusa - Roma                     | 240 | Oreste Conte (ITA)       | Gino Bartali (ITA)  |
| 8a     | 1 de juny  | Roma - Nàpols                     | 231 | Fausto Coppi (ITA)       | Gino Bartali (ITA)  |
| 9a     | 3 de juny  | Nàpols - Bari                     | 288 | Elio Bertocchi (ITA)     | Gino Bartali (ITA)  |
| 10a    | 4 de juny  | Bari - Foggia                     | 129 | Mario Ricci (ITA)        | Gino Bartali (ITA)  |
| 11a    | 5 de juny  | Foggia - Pescara                  | 223 | Oreste Conte (ITA)       | Gino Bartali (ITA)  |
| 12a    | 7 de juny  | Pescara - Cesenatico              | 267 | Giovanni Corrieri (ITA)  | Gino Bartali (ITA)  |
| 13a    | 8 de juny  | Cesenatico - Pàdua                | 175 | Antonio Bevilacqua (ITA) | Gino Bartali (ITA)  |
| 14a    | 9 de juny  | Pàdua - Vittorio Veneto           | 132 | Adolfo Leoni (ITA)       | Gino Bartali (ITA)  |
| 15a    | 10 de juny | Vittorio Veneto - Pieve di Cadore | 200 | Gino Bartali (ITA)       | Gino Bartali (ITA)  |
| 16a    | 12 de juny | Pieve di Cadore - Trento          | 194 | Fausto Coppi (ITA)       | Fausto Coppi (ITA)  |
| 17a    | 13 de juny | Trento - Brescia                  | 114 | Adolfo Leoni (ITA)       | Fausto Coppi (ITA)  |
| 18a    | 14 de juny | Brescia - Lugano                  | 180 | Giulio Bresci (ITA)      | Fausto Coppi (ITA)  |
| 19a    | 15 de juny | Lugano - Milà                     | 278 | Adolfo Leoni (ITA)       | Fausto Coppi (ITA)  |

## Classificacions finals

### Classificació general
| Classificació General                 | Classificació General  | Classificació General | Classificació General |
| Pos.                                  | Ciclista               | Equip                 | Temps                 |
| ------------------------------------- | ---------------------- | --------------------- | --------------------- |
| 1                                     | Fausto Coppi (ITA)     | Bianchi               | 115h 55' 07"          |
| 2                                     | Gino Bartali (ITA)     | Legnano               | + 1' 43"              |
| 3                                     | Giulio Bresci (ITA)    | Welter                | + 5' 54"              |
| 4                                     | Ezio Cecchi (ITA)      | Welter                | + 15' 01"             |
| 5                                     | Sylvère Maes (BEL)     | Olmo                  | + 15' 06"             |
| 6                                     | Alfredo Martini (ITA)  | Welter                | + 19' 00"             |
| 7                                     | Mario Vicini (ITA)     | Bianchi               | + 30' 46"             |
| 8                                     | Salvatore Crippa (ITA) | Lygie                 | + 31' 05"             |
| 9                                     | Fiorenzo Magni (ITA)   | Viscontea             | + 34' 07"             |
| 10                                    | Angelo Menon (ITA)     | Lygie                 | + 35' 49"             |
| 84 participants, 50 acabaren la cursa |                        |                       |                       |

### Classificació de la muntanya
|   | Ciclista            | Equip   | Punts |
| - | ------------------- | ------- | ----- |
| 1 | Gino Bartali (ITA)  | Legnano | --    |
| 2 | Fausto Coppi (ITA)  | Bianchi | --    |
| 3 | Giulio Bresci (ITA) | Benotto | --    |